# 摩周湖

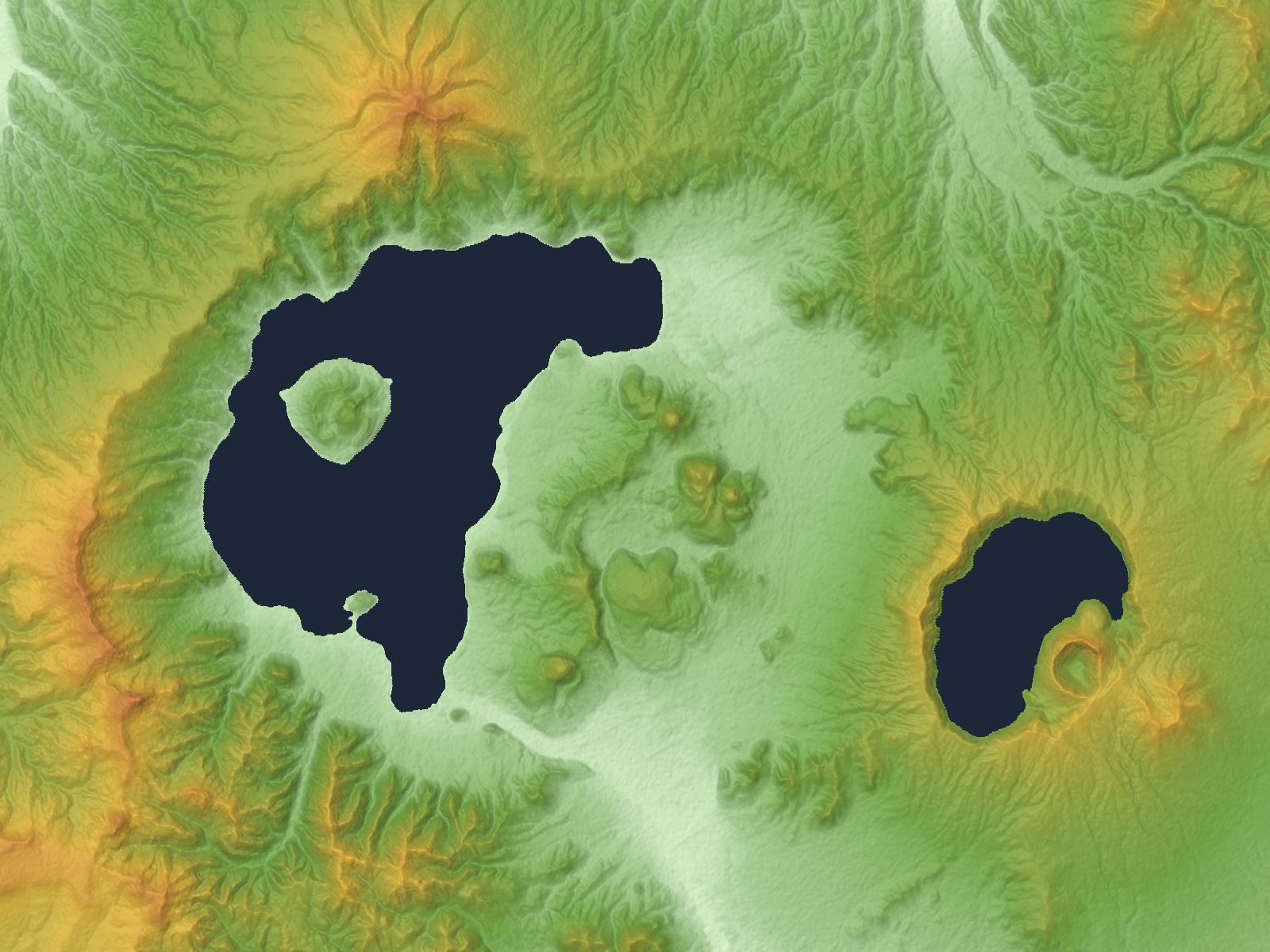
屈斜路カルデラ(左)と摩周カルデラ(右)周辺の地形図

摩周湖（ましゅうこ）は、北海道川上郡弟子屈町にある湖。日本でもっとも、世界ではバイカル湖についで2番目に透明度の高い湖である。2001年には北海道遺産に選定された。急激に深くなっていることとその透明度から青以外の光の反射が少なく、よく晴れた日の湖面の色は「摩周ブルー」と呼ばれている。

## 地理
北海道東部、阿寒摩周国立公園内に位置する。日本の湖沼では20番目の面積規模を有する。約7000年前の巨大噴火によって生成された窪地に水がたまったカルデラ湖であり、アイヌ語では「キンタン・カムイ・トー（山の神の湖）」という。摩周という名の由来は「カムイシュ」（神老婆）や「マシ・ウン・トー」（カモメの湖）など諸説あるが不明（なお摩周湖にカモメは生息していない）。湖の中央に断崖の小島カムイシュ島がある。周囲は海抜600メートル前後の切り立ったカルデラ壁となっており、南東端に「カムイヌプリ（神の山）」（摩周岳・標高857メートル）がそびえている。湖内は阿寒国立公園の特別保護地区に指定されており、開発行為や車・馬・船の乗り入れは厳しく規制されている。
流入・流出河川がない閉鎖湖であり、周辺の降雨が土壌に浸透して充分に濾過されて流入するため、有機物の混入が非常に少なく生活排水の影響もないためリン酸塩の流入もない。夏季の気温・水温が低いこともこの一帯の有機物の分解が進まない原因となっている。また、湖面への直接降雨には大気汚染の影響が忠実に反映されるため、湖水は地球の環境変化を知るモニタリングの対象となっている（中国での農薬の使用状況や亜硫酸ガス濃度の推移も確認されている）。
河川の出入りがないにもかかわらず、年間を通じて水位の変動が少ないことから、近隣に伏流水が流れ込んでいると考えられた。調査の結果、伏流水は湖の南東8キロメートルにあるさけますセンター虹別事業所近辺の他に、多和平などにも伏流しているとみられている。しかし、神の子池の水源は摩周湖本体ではなく、外輪山への降水が水源となっていると考えられている。

### 法的な位置づけ

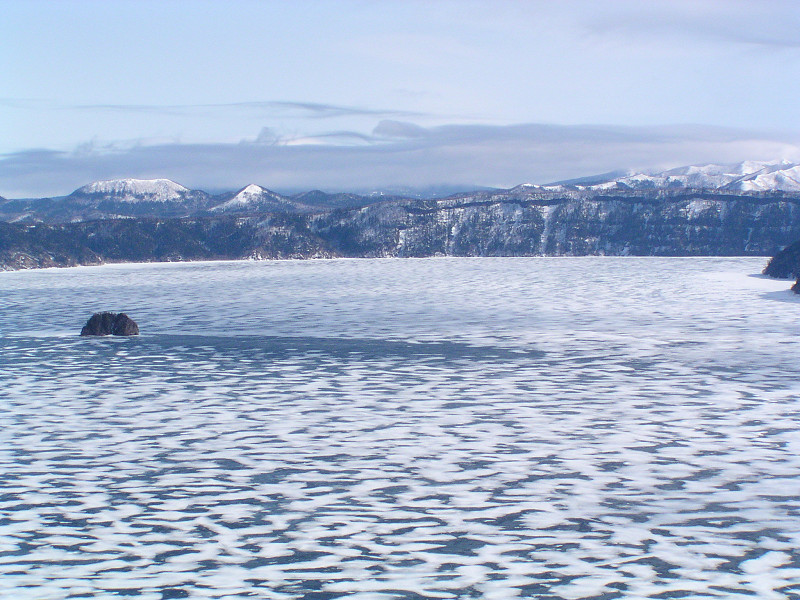
春前、結氷した摩周湖とカムイシュ島

河川とのつながりがないことから、河川法により国土交通大臣の管理下ではない。浮かぶ島には樹木があるため農林水産省の管理下におかれるものの、湖には樹木が存在しないため農林水産省の管轄でもない。なお、1947年までは御料地として宮内省の管轄（登記上の所有者は宮内大臣）となっていたが、宮内庁管理部が「弟子屈町に所管財産は存在しない」と宣言して処理を求め、2001年に北海道財務局、北海道庁、弟子屈町などによる協議会によって無登記のまま国が管理することになった。
神秘性と環境保全を図るため、水産動物の採集捕獲を行う場合は、北海道知事の特別採捕許可を得なければならない。また、カルデラ内壁内への立ち入りは一般人だけでなく、マスコミや研究者に対しても厳しく制限されている。

## 生態系
もともとは魚類が生息せず、エゾサンショウウオのみが生息していたが、1926年（大正15年）に道立水産孵化場がニジマスの採卵・孵化事業を開始して以来、ニジマス、ヒメマス、エゾウグイ、スジエビが放流され、その後自然繁殖を繰り返していることが確認されている。なお、これらの魚種はいずれも餌の少なさから体長は小さいと考えられる。
この他、現在では特定外来生物種に指定されているウチダザリガニが、1930年7月に魚の餌としてオス248匹、メス228匹が放流され定着している。このザリガニの平均的な頭胸甲長は10センチメートル程度であるが、密猟者により1985年に頭胸甲長30センチメートル余りのウチダザリガニが捕獲されたとの記録がある。
これらの放流された魚類や甲殻類によってミジンコが激減した結果、植物プランクトンが増加。水質汚濁が懸念されている。

## 歴史

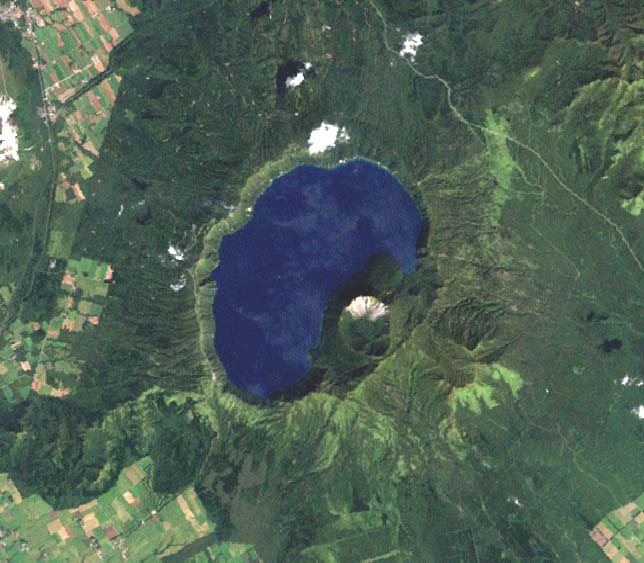
衛星写真（1999年）

摩周湖一帯の火山活動は約3万年前から始まった。山頂を失う以前の姿は富士山のような成層火山で、標高は2,000メートル程度と考えられている。当時の安山岩質溶岩流が外輪山を形成している。摩周湖に相当するカルデラは約7000年前の大噴火で形成された。巨大カルデラ噴火としては九州南沖の鬼界カルデラとほぼ同じ時期で、日本国内では最も新しい。その後約4000年前からカルデラ東部で噴火が始まりカムイヌプリ火山が成長した。同じ頃カルデラ中央（湖底）でも溶岩ドームが形成されカムイシュ島ができ、現在の地形となった。

## 透明度
1930年（昭和5年）8月の透明度調査で、バイカル湖の40.5メートル（1911年調査）をしのぐ41.6メートルの透明度を記録した。これは当時確認された世界最高記録である。この水準は1946年（昭和21年）まではおおよそ維持されていたが、その次に実施された1952年（昭和27年）7月の調査で29メートルに低下し、以後この傾向が維持されている。従って、今後倶多楽湖などと順位が逆転する可能性がある。2015年8月末の国立環境研究所による検査では、透明度17.2メートルであった（2009年5月には32.5メートル、2007年度は26.8メートル、2006年度は24.0メートル、2005年度は14.0メートル、2004年度は19.0メートル）。
1946年から1952年の間に何があって透明度が低下したのかは不明である。前述のヒメマスやニジマスの放流によるプランクトン分布の変化が指摘されているが、透明度の低下はヒメマスやニジマスを放流してから20年以上も変化しておらず魚類の放流との因果関係は不明である。他には、1952年十勝沖地震を境に透明度が低下しているとする説や、増加した観光客による内壁斜面の崩落、排気ガス、増加したエゾシカによる影響など諸説ある。

## カムイシュ島（中島）

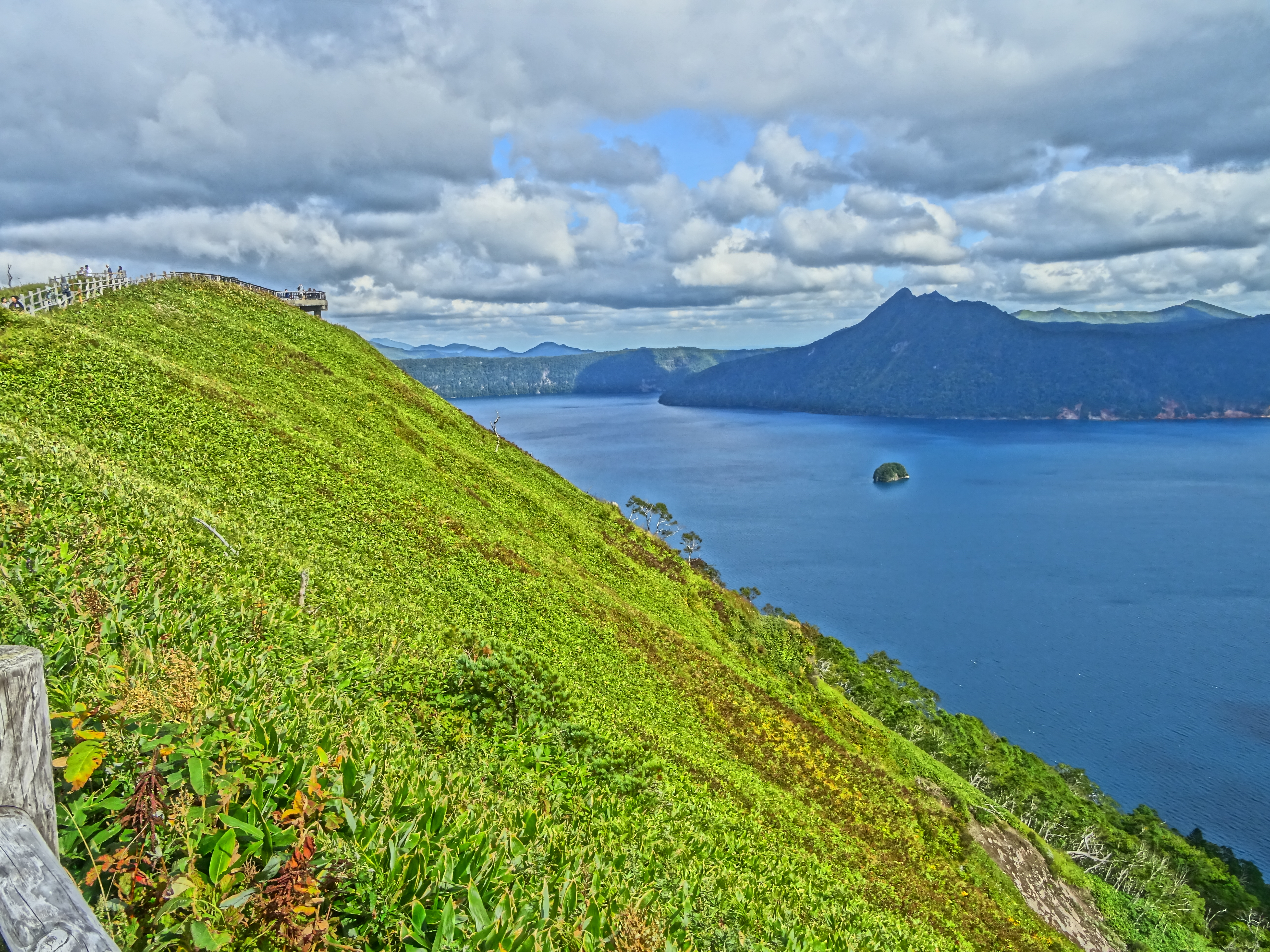
摩周湖と第3展望台、摩周岳、カムイシュ島

カルデラ状の火山である摩周湖のほぼ中央部には、カムイシュ島（中島）と呼ばれる小島がある。カムイシュ島は比高210メートルを越えるデイサイト質の溶岩ドームの頂上部分が湖面上に現れたもので、丸く崖に囲まれた形状をしている。1960年の調査によれば、腐葉土は浅く5センチメートルから10センチメートルであった。トドマツ、ダケカンバ、エゾムラサキツツジ、コケモモが主な植生で、ササ類、シダ類は極めて少ない。
「カムイシュ」とはアイヌ語のカムイ（神、または神のような崇高な霊的存在）+シュ（老婆）の意といわれ、その名はアイヌの口承文学であるユーカラによりアイヌが名づけたものである。その伝説は、一般に言われるものは次のようなものである。
アイヌの考え方では、自然にはすべてカムイが宿るとされている。現在、摩周湖を訪問する観光バスの案内や摩周湖に関するパンフレットなどには、上記のような伝承が紹介されている。なおアイヌのユーカラは口承文学であり、かつアイヌは文字を持たないため、この伝説はいずれも古文書ではなく口伝によるものである。

## 霧の摩周湖

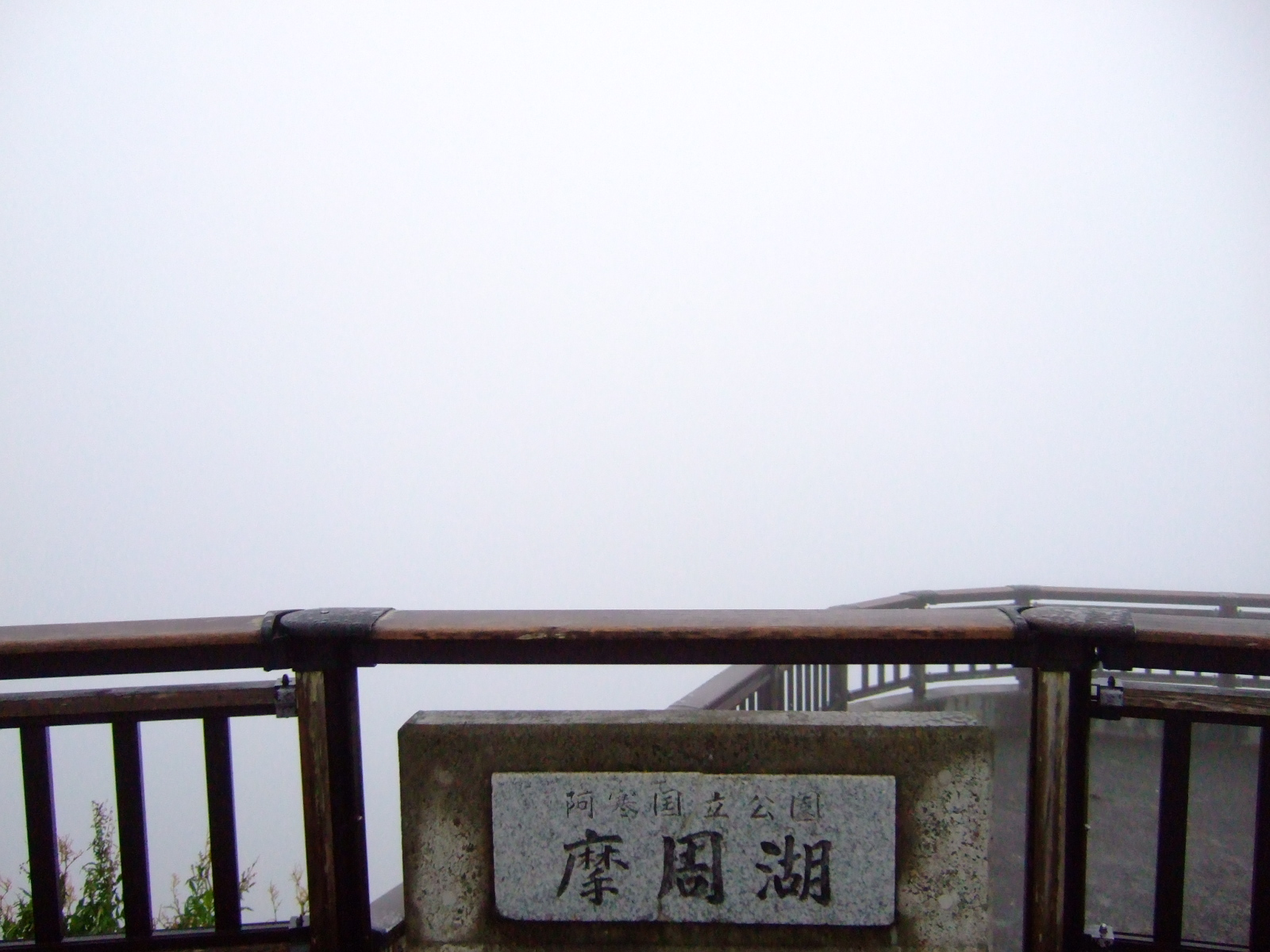
霧の日の摩周湖展望台からの眺望（2007年9月）

太平洋上を北上する暖かく湿った空気が北海道沿岸で急激に冷やされることで濃い霧が発生する。霧の発生頻度としては、沿岸部の釧路市周辺や釧路湿原に比べるとやや少ない。冷たい霧は外輪山を越えてカルデラの中にたまり、湖面を覆いつくす。濃霧の際は上から湖面が見えないことから、霧に乗じてマスの密猟が行われていたこともあった。
摩周湖は景勝地として古くから知られていたが、交通が不便なため、長らく全国からの観光客はほとんど来なかった。
1966年に布施明が叙情豊かな絶叫調で歌った歌謡曲『霧の摩周湖』（作詞：水島哲、作曲：平尾昌晃）がヒットしたことで、摩周湖の知名度は一気に高まったが「摩周湖=霧、神秘の湖」のイメージが過度に定着した部分はある。この頃の平尾昌晃は結核を患ったことにより歌手の道を断念して作曲家へ転向することを考えており、自身は訪れたことのない摩周湖を想像でイメージしてこの曲を作り上げた。
摩周湖のレストハウス内売店等では「霧の缶詰め」という観光土産が販売されている。この缶詰は屋内で作られており、霧は入っていない。

## 展望台

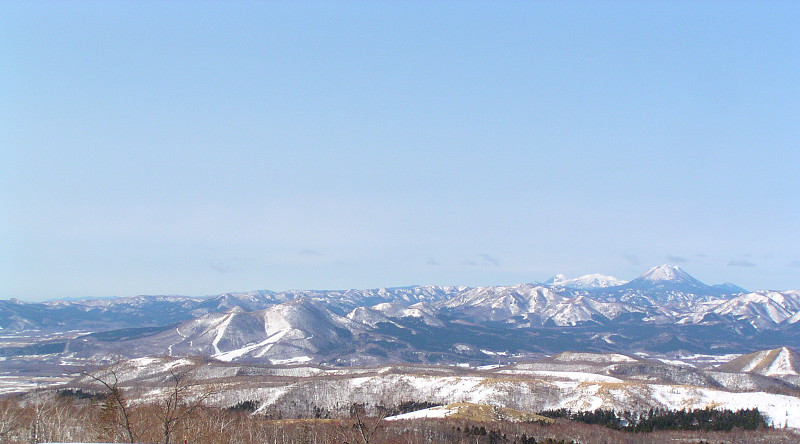
第一展望台より
美留和側も眺めが良い

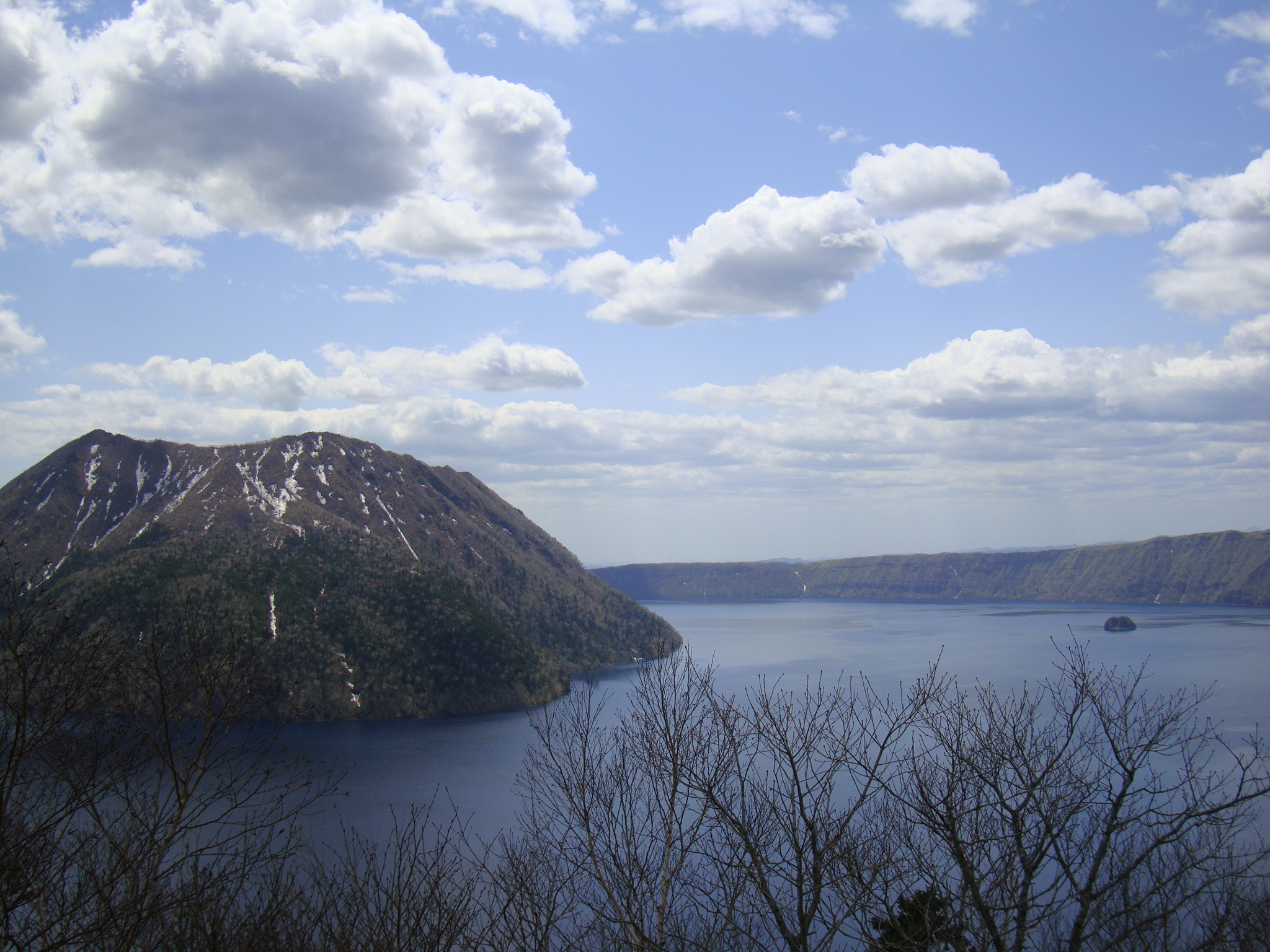
裏摩周展望台から

湖岸西側から南側を通る観光道路に第一展望台と第三展望台がある（両展望台間にあった散策路及び第二展望台は閉鎖されている）。一方、湖の北側には裏摩周展望台がある。
第一展望台（摩周湖カムイテラス）
大型バスが乗り入れ可能で通年利用可能。JR釧網本線摩周駅から路線バスおよび期間限定町内周遊バスで25分。1階休憩場や屋上テラスが改修され、2022年7月30日に「摩周湖カムイテラス」として新装開業した。
第三展望台
第一展望台に比べて訪問者や建物は少ない。「夏季のみアクセス可能」とされており、大型バスは駐車できないため、基本的に自転車、徒歩、バイク、乗用車を利用して訪れる旅行者である。JR釧網本線摩周駅から路線バスおよび期間限定町内周遊バスで30分。
裏摩周展望台
バス便は廃止されており、冬季は閉鎖される。標高が3展望台の中で一番低いところにあり、他の展望台が霧に包まれている時も湖面が眺められる場合も多い。弟子屈側とは道は通じていない。